# Synallaxis castanea
El pijuí gorginegro (Synallaxis castanea), también denominado güitío gargantinegro (en Venezuela) o pijuí de garganta negra, es una especie de ave paseriforme de la familia Furnariidae perteneciente al numeroso género Synallaxis. Es endémica de una pequeña región del norte de Venezuela.

## Distribución y hábitat

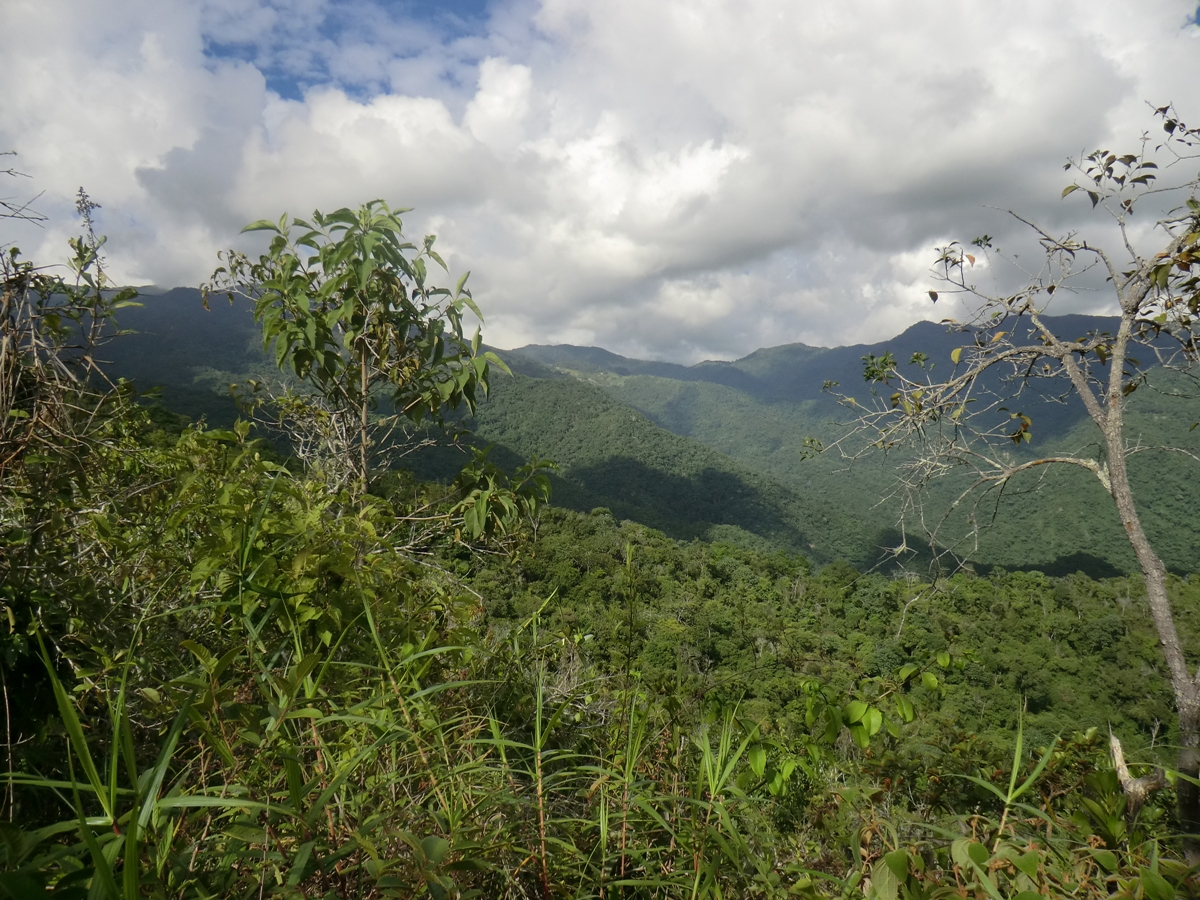
Cordillera de la Costa en Miranda, el hábitat de la especie.

Se distribuye en un área muy restringida en la cordillera de la Costa del norte de Venezuela desde Aragua hacia el este hasta Miranda (este del área de Caracas).
Esta especie es considerada bastante común en su hábitat natural: el sotobosque y los bordes de selvas húmedas montanas entre los 1300 y los 2200 metros de altitud.

## Descripción
Mide entre 16 y 18 cm de longitud. Es un Synallaxis relativamente grande, de larga cola y uniformemente brillante. Es casi enteramente rufo canela uniforme, con una mancha negra constrastante en la garganta, no muy grande.

## Comportamiento
Se comporta semejante a Synallaxis unirufa (con quien no se sobrepone), aunque es menos evasiva. Prefiere permanecer en la vegetación densa, donde pares o grupos familiares juquetean y donde son difíciles de ver bien o por mucho tiempo.

### Vocalización
Es muy diferente; a menudo dada por la pareja, el llamado es un rápido staccato «ke-che-che-che-che» seguido de un más sonoro «ker-chí-chí».

## Sistemática

### Descripción original
La especie S. castanea fue descrita por primera vez por el zoólogo británico Philip Lutley Sclater en 1856 bajo el mismo nombre científico; su localidad tipo es: «cerca de Caracas, Venezuela».

### Etimología
El nombre genérico femenino «Synallaxis» puede derivar del griego «συναλλαξις sunallaxis, συναλλαξεως sunallaxeōs»: intercambio; tal vez porque el creador del género, Vieillot, pensó que dos ejemplares de características semejantes del género podrían ser macho y hembra de la misma especie, o entonces, en alusión a las características diferentes que garantizan la separación genérica; una acepción diferente sería que deriva del nombre griego «Synalasis», una de las ninfas griegas Ionides. El nombre de la especie «castanea», proviene del latín «castaneus»: de color castaño.

### Taxonomía
Los datos genético-moleculares indican que esta especie es hermana de Synallaxis unirufa y que el par formado por ambas puede estar más próximo a Synallaxis fuscorufa; las tres han sido consideradas conespecíficas algunas veces, pero las diferencias vocales substanciales documentadas y los ensayos de playback recíproco revelan una pronunciada discriminación vocal. Es monotípica.